# Оксфам Глемър Модълс
The Oxfam Glamour Models е бивша инди рок група от Мидълзбро, Англия. Те подписват с Marquis Cha Cha през 2006 година.
Групата включва Пол Емет (Paul Emmett) – вокал, Пол Дай (Paul Dye) – китара, Пийчи (Peachy) – китара, Люк „Тиберий“ Танер (Luke Tiberius Tanner) – бас, Райън Пайлът (Ryan Pilot) – барабани.
Техният първи сингъл „Kick Out The Grams“, се разпродава за един ден и става сингъл на седмицата на списание NME.
След успеха на синглите им, групата тръгва на дълго турне (над 30 концерта) с групата Bromheads Jacket.
След като се появяват на корицата на списанията NME и Artrocker през лятото, през ноември 2006 те издават втория си сингъл – „8 Cans Yeah“.
След още концерти, групата решава да запише песни за евентуален албум. Записват в студио „Crack“, нова версия на „Loves Young Scum“ и още няколко песни. По-късно обаче групата решава да се откаже от правенето на албум и спират записите.
След едногодишни проблеми и загуба на известност, групата решава да се раздели. Това официално става през декември 2007 година.
|  | Тази страница частично или изцяло представлява превод на страницата The Oxfam Glamour Models в Уикипедия на английски. Оригиналният текст, както и този превод, са защитени от Лиценза „Криейтив Комънс – Признание – Споделяне на споделеното“, а за съдържание, създадено преди юни 2009 година – от Лиценза за свободна документация на ГНУ. Прегледайте историята на редакциите на оригиналната страница, както и на преводната страница, за да видите списъка на съавторите. ВАЖНО: Този шаблон се отнася единствено до авторските права върху съдържанието на статията. Добавянето му не отменя изискването да се посочват конкретни източници на твърденията, които да бъдат благонадеждни. |